# Lavaux
Lavaux je područje u švicarskom kantonu Vaud koje je najznamenitije po svojim terasastim vinogradima, koji su 2007. godine upisani na UNESCO-ov popis mjesta svjetske baštine u Europi. Oni su izvanredan primjer stoljetne interakcije ljudi s okolišem kojom se, optimalnom uporabom lokalnih izvora, razvijao kako bi se proizveli vrhunsko vino na kojemu je počivalo njihovo gospodarstvo.
Iako postoje naznake da se vinova loza ovdje uzgajala još u vrijeme Rimljana, podaci o terasastim vinogradima sežu u 11. stoljeće kada su Benediktinci i Cisterciti kontrolirali ovo područje.
Lavaux ima 830 hektara vinograda koji sežu oko 30 km duž sjeverne obale Ženevskog jezera od dvorca Chateau de Chillon do istočnog dijela Lausanne. Uspjevaju zahvaljujući umjerenim temperaturama, ali i zahvaljujući refleksiji svjetla od površine jezera, a kameni zidovi daju mediteranski ugođaj cijeloj regiji. Cijelo područje je zaštićeno kantonalnim zakonima, a najvažnija sorta vina je Chasselas.
- Lavaux
- Terasasti vinogradi
- Vinogradi sela Rivaz zimi 2005.
- Istočna obala
- Vinogradi Dézaleya

## Vanjske poveznice
- Službena stranica  Arhivirana inačica izvorne stranice od 27. svibnja 2012. (Wayback Machine) (fr.)(njem.)